# Arthur Bernhard Posner

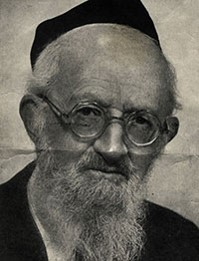
Rabbiner Arthur Bernhard Posner

Arthur Bernhard Posner (hebräisch עקיבא ברוך פוזנר Akiva Baruch Posner; 16. November 1890 in Samter, Kreis Samter, Provinz Posen, Deutsches Reich – 6. Mai 1962 in Jerusalem) war ein deutsch-israelischer Rabbiner, Schriftsteller und Bibliothekar. Er war der letzte Kieler Rabbiner vor der Schoah  und verfasste zahlreiche Monographien und Aufsätze über die jüdische Religion und zur Geschichte der Juden in Kiel, Posen und anderen Städten. Nach seiner Emigration über Belgien nach Palästina war er als Bibliothekar tätig, setzte aber seine Autorentätigkeit fort.

## Leben
Arthur Posner wurde in Samter geboren und ging dort zunächst zur Elementarschule und zur Landwirtschaftsschule. Von 1904 bis zum Abitur 1911 besuchte er das Gymnasium in Gnesen. Von 1911 bis 1915 und 1919 studierte er am Rabbinerseminar zu Berlin und an der Friedrich-Wilhelms-Universität. Im Mai 1914 wurde ein erstes Promotionsvorhaben mit einer Abhandlung über Flavius Josephus’ Werk Jüdische Altertümer (Observationes ad monumenta atque epistulas in Josephi antiquitatibus xi.viii.-xiii.vii) zurückgewiesen. Von April 1915 bis Januar 1919 musste Posner wegen des Dienstes als Soldat sein Studium unterbrechen. 1919 legte er an der Hochschule für die Wissenschaft des Judentums sein Rabbinatsexamen ab. Es folgten Studien an einer Reihe deutscher Universitäten, von 1919 bis 1920 ein Semester an der Universität Frankfurt am Main, bis 1921 an der  Universität Freiburg i. Br., bis 1923 an der Universität Halle und ein Semester an der Universität Tübingen. Dort promovierte er im November 1923 mit seiner Dissertation Untersuchungen zu den Geschichtswerken des Fl. Josephus in Jüdischer Theologie, Klassischer Philologie und Geschichte.
Seine Berufstätigkeit begann Posner 1919 bis 1920 als Hilfsrabbiner und Religionslehrer in Mainz und Fürth. Von April 1920 bis September 1921 war er als Hauslehrer in Freiburg tätig, anschließend in Halle und möglicherweise in Wien als Religionslehrer. 1924 erhielt er eine Anstellung als Rabbiner an der Kieler Synagoge und als Religionslehrer an Simultanschulen in Kiel. Die Schwerpunkte seiner Tätigkeit in Kiel waren die Jugendarbeit und Anfang der 1930er Jahre das öffentliche Eintreten gegen den Antisemitismus, als Redner und als Autor.
Posners 15 Bücher, seine Aufsätze und Rezensionen und zahlreichen Beiträge zu jüdischen Enzyklopädien behandelten meist religionswissenschaftliche Fragen und das spirituelle und soziale jüdische Gemeindeleben. Daneben verfasste er Texte zur Geschichte des Judentums in Kiel und mehr als 35 Arbeiten zur Geschichte der jüdischen Gemeinden in seiner Geburtsstadt Samter und in anderen Orten der Provinz Posen. Nur wenige dieser historischen Texte wurden in Israel auf Hebräisch veröffentlicht, die meisten sind nur als unveröffentlichte Typoskripte mit dem Nachlass archiviert.
Anlässlich der Emigration der Familie Posner schrieb Der Israelit 1933: In fast neunjähriger Tätigkeit hat er die Gemeinde und ihre Institutionen zur höchsten Blüte gebracht. Sein besonderes Verdienst war es, die Religionsschule und das Wohlfahrtswesen neu organisiert und ausgebaut zu haben. Dem Jahrbuch für die jüdischen Gemeinden Schleswig-Holsteins und der Hansestädte und der Landesgemeinde Oldenburg zufolge hat er die Gemeinde Kiel zu einer wirklichen Khilloh umgeschaffen, alle disparaten Teile der Gemeinde zusammengeführt, vor allem für die Jugend sich aufgeopfert. (…) Das Vereinsleben nahm er, unterstützt von seiner gleichgesinnten Gattin, kraftvoll in die Hand, war ein Annehmer der Armen und ein Förderer jüdisch-literarischer Bestrebungen. (…) Kaum gibt es ein jüdisch-wissenschaftliches Organ in Deutschland, an dem er nicht mitarbeitete. Als Misrachist und als Rabbiner glühte seine Seele für Palästina; aber ebensosehr pflegte er die Liebe zur heimatlichen Scholle, zu allen jüdischen Institutionen der näheren und weiteren Umgebung.
Am 11. Juni 1933 emigrierte Arthur Posner, der letzte Rabbiner der Kieler Gemeinde, zunächst nach Antwerpen. Dort betrieb er einen Lesesaal mit einer Leihbibliothek für Judaica. Im November 1934 erfolgte die Auswanderung nach Jerusalem, in das britische Völkerbundsmandat für Palästina. Von 1935 bis 1954 oder 1955 arbeitete Posner als Bibliothekar der E. L. Prinz Bibliothek des Lehrerseminars der Misrachi und hielt für diese Organisation Vorträge. Von 1955 bis 1962 war er, ebenfalls in Jerusalem, Bibliothekar der Central Rabbinical Library des Heichal Schlomo. Daneben war er Leiter des Minyan Šechenim, einer Sabbat- und Feiertagsgebetgruppe. Seine Tätigkeit als Autor von Beiträgen über die jüdische Religion und zur Geschichte des Judentums setzte er auch in Israel fort, seine Werke erschienen dort in hebräischer Sprache, teilweise mit englischen Zusammenfassungen.
Arthur Posner war mit Rosi Rachel Anni Posner (1900–1982), geb. Würzburg verheiratet, das Paar hatte drei Kinder. Arthur Posner starb im Mai 1962. Sein Nachlass, mit mehreren unveröffentlichten Manuskripten, wurde von Rachel Posner im August 1962 und im Dezember 1964 den Central Archives for the History of the Jewish People (CAHJP) an der Hebräischen Universität Jerusalem übergeben. Im Dezember 1932 hatte Rachel Posner in der Kieler Wohnung den auf dem Fensterbrett stehenden Chanukkaleuchter der Familie Posner fotografiert. Im Hintergrund befand sich das mit einer großen Hakenkreuzfahne geschmückte gegenüberliegende Gebäude. Der Leuchter und das Foto, mit den auf der Rückseite notierten Zeilen
„Juda verrecke“

Die Fahne spricht –

„Juda lebt ewig!“

erwidert das Licht.
wurden nach dem Tod Rachel Posners von den Hinterbliebenen als Leihgabe der Gedenkstätte Yad Vashem überlassen. Dort werden sie mit jenen Fotografien und Objekten ausstellt, mit denen beispielhaft Einzelschicksale der Schoah  dargestellt werden. Zu Beginn des 21. Jahrhunderts wurden das Foto und seine Geschichte in zahlreichen israelischen, deutschen und internationalen Medien veröffentlicht.

## Mitgliedschaften
- Reichsbund jüdischer Frontsoldaten
- Allgemeiner Rabbiner-Verband in Deutschland (bis Juni 1933)
- Nordwestdeutscher Rabbinerverband
- Misrachi, Ortsgruppe Kiel
- 62. Esra-Loge im B’nai B’rith in Lübeck, gegründet von Leo Landau und Ephraim Adler
- Chewra Kadischa Gemilluth Chassadim in Kiel
- Verbandsausschuß und Schulkommission des Verbandes der jüdischen Gemeinden Schleswig-Holsteins (1928–1929)

## Auswahlbibliografie
- Das Buch des Propheten Micha. Kauffmann, Frankfurt 1924.
- Die Psalmen, das Religionsbuch der Menschheit. Eine ethisch-ästhetische Wertung des Psalmenbuches. C. A. Schwetschke, Berlin 1925.
- Prophetisches und Rabbinisches Judentum. Ein Beitrag zur Einheit der jüdischen Lehre (= Schriften des Vereins zur Erhaltung des überlieferten Judentums, Heft 3/4). Kauffmann, Frankfurt 1927, Digitalisat.
- Die Freitag-Abendgebete, Selbstverlag, Kiel 1929 (Sonderdruck einer Aufsatzreihe, die 1928 im Jüdischen Familienblatt, Bratislava, erschienen ist).
- Über Abrahams Wanderung. In: Isaak Heinemann, Leopold Cohn et al. (Hrsg.): Philo von Alexandria. Die Werke in deutscher Übersetzung. Band 5, de Gruyter, Berlin 1962, S. 152–213, ISBN 978-3-11-005036-3 (Erstauflage Marcus, Breslau 1929).
- Das Vereinsleben innerhalb der israelitischen Gemeinde zu Kiel. In: Jahrbuch für die jüdischen Gemeinden Schleswig-Holsteins und der Hansestädte und der Landesgemeinde Oldenburg, Jg. 5694 (1933/1934), S. 9–10, Digitalisat.
- Römische Persönlichkeiten in Josephus' bellum. In: Monatsschrift für Geschichte und Wissenschaft des Judentums, Jg. 80 (1936), H. 3, S. 246–261, Digitalisat.
- Zur Geschichte der jüdischen Gemeinde und der jüdischen Familien in Samter in den letzten 100 Jahren. Selbstverlag, Jerusalem 1948.
- Le-ḳorot ḳehilat Tsarniḳaʾu. Hotsa’at Erez, Jerusalem 1957 (hebräisch mit englischer Zusammenfassung, deutsch: Die Annalen der Gemeinde von Czarnikau).
- Le-ḳorot ḳehilat Gnezin. Hotsa’at Erez, Jerusalem 1958 (hebräisch mit englischer Zusammenfassung, deutsch: Die Annalen der Gemeinde von Gnesen).
- Le-ḳorot ḳehilat Raviṭsh be-liṿyat mapah aḥat ṿe-shemonot temunot, Hotsa’at Erez, Jerusalem 1962 (hebräisch mit englischer Zusammenfassung, deutsch: Die Annalen der Gemeinde von Rawitsch), Digitalisat.

### Unveröffentlichte Manuskripte und Typoskripte
- Geschichte der jüdischen Gemeinde und der jüdischen Familien in Adelnau während der letzten 100 Jahre, 1951 (Typoskript).
- Zur Geschichte der jüdischen Gemeinde und der jüdischen Familien in Kiel, Schleswig-Holstein, verfasst 1951–1957 (Typoskript und Manuskript mit Orts-, Personen- und Realienregister).
- Geschichte der jüdischen Gemeinde und der jüdischen Familien in Friedrichstadt, verfasst bis 1959 (Manuskript).
- Geschichte der jüdischen Gemeinde und der jüdischen Familien in Elmshorn, verfasst bis 1960 (Typoskript und Manuskript).
- Geschichte der jüdischen Gemeinde und der jüdischen Familien in Wandsbeck, verfasst bis 1961 (Manuskript mit Personen-, Orts- und Sachregister).

Eine vollständige Aufstellung der archivierten Manuskripte und Typoskripte befindet sich im Findbuch der CAHJP.